# Hội Yến Diêu Trì
Hội Yến Diêu Trì (letteralmente "Sacro Banchetto per la Grande Madre e le Nove Dee"), è il nome di una importante cerimonia religiosa Cao Dai, che ha luogo ogni anno a Tây Ninh, considerata la Santa Sede, il quindicesimo giorno dell'ottavo mese lunare. Il periodo coincide esattamente con il Festival di metà autunno che si tiene in Vietnam. La maggior parte dei caodaisti si reca in pellegrinaggio a Tay Ninh in questo giorno proprio per poter prendere parte alla cerimonia.

## Origine
Hội Yến Diêu Trì deve la sua origine a un evento che -secondo la tradizione- si verificò nel 1925, quando Cao Quỳnh Cư, Phạm Công Tắc e Cao Hoài Sang, in virtù delle proprie capacità medianiche, riuscirono a stabilire un contatto con entità ultraterrene. Inizialmente si trattava di messaggi provenienti dai loro parenti defunti, poi dalle Dee e infine da Dio. Istruiti da Dio, prepararono un pasto vegetariano per rifocillare la Grande Madre (Mẫu) e le Nove Dee.
Questa commemorazione, che ha scadenza annuale, continua tuttora la sua perpetuazione a distanza di un secolo.

## Cerimonia
La cerimonia si tiene nel Tempio del Riconoscimento (o "Consapevolezza"), che era stato precedentemente utilizzato come Tempio della Grande Madre.
Molte attività, religiose o folkoristiche, si svolgono in questa occasione a Tay Ninh, fra cui:
- Una processione di carrozze decorate con fiori, accompagnata da danze tradizionali.
- Competizioni di cucina vegetariana fra donne.
- Competizioni ludiche fra bambini, che prevedono come premio torte lunari, poiché questo giorno coincide con il Festival di metà autunno.
- Naturalmente la parte centrale delle celebrazioni consiste nelle funzioni organizzate per adorare la Grande Madre e le Nove Dee, che si tengono a mezzanotte.

## Significato religioso
Ai credenti Cao Dai viene insegnato che Hội Yến Diêu Trì contiene una pratica esoterica che li aiuta a raggiungere il loro obiettivo: liberarsi dal ciclo di nascita e morte.